# Cipomyia totofusca
Cipomyia totofusca är en tvåvingeart som beskrevs av Allen L.Norrbom och Prado 2006. Cipomyia totofusca ingår i släktet Cipomyia och familjen borrflugor. Inga underarter finns listade i Catalogue of Life.